# Anchiphyllia olivacea
Anchiphyllia olivacea är en fjärilsart som beskrevs av Butler 1882. Anchiphyllia olivacea ingår i släktet Anchiphyllia och familjen mätare. Inga underarter finns listade i Catalogue of Life.